# Fronteira Guiné-Bissau–Senegal
A fronteira entre a Guiné-Bissau e o Senegal é a linha de 338 km de extensão, direção oeste-leste, que separa o sul ocidental do Senegal do território da Guiné-Bissau. Do litoral do Oceano Atlântico, Cabo Roxo, vai para leste num trecho de suave sinuosidade quase paralelo ao Rio Casamansa. ao Rio Gâmbia e fronteiras de Gâmbia que ficam ao norte dessa fronteira. A partir do meridiano 15° O é uma linha reta, na direção dos Paralelos, pouco ao sul do paralelo 13° N, que vai até a tríplice fronteira com a Guiné no leste.
Separa, do litoral para leste, as regiões:
- do Senegal - Ziguinchor, Kolda, Tambacounda
- da Bissau - Cacheu, Oio, Bafatá, Gabu

## História
A Guiné-Bissau foi colônia portuguesa desde o início do Tráfico de Escravos no século XVI e obteve sua independência, juntamente com Cabo Verde em 1974. Os franceses chegam ao Senegal no século XVII. A nação passa a ser colônia em 1854, a independência ocorre em 1958, junto com o Mali. Ambos países formam uma federação independente que dura um ano. Esses fatos marcaram a formação dessa fronteira.
A região fronteiriça foi utilizada por vários grupos armados envolvidos no conflito de Casamança e na Guerra Civil na Guiné-Bissau no final dos anos 1990.